# Fiat 697
Le Fiat 697 est un véhicule lourd 6x4, camion porteur et tracteur de semi-remorques, fabriqué par le constructeur italien Fiat V.I. de 1970 à 1980. 
Il remplace la précédente gamme de véhicules de chantier Fiat 693 qui était équipés de l'ancienne cabine Fiat « Baffo ».
Ce véhicule a été proposé en deux versions : chantier et routier. C'est un camion haut de gamme qui couvre la tranche lourde de transport de 30 à 72 tonnes, selon les différents codes de la route, en transport normal et 120 tonnes en transport exceptionnel hors gabarit.
Une version à quatre essieux sera proposée par le spécialiste Girelli ; cette version était homologuée en Italie pour un PTC de 40 tonnes.

## Le Fiat 697 en synthèse
La version route a été très peu utilisée en Italie, jamais en version porteur, rarement en version tracteur. Le code de la route de l'époque ne favorisait pas ces combinaisons. Il le sera par contre énormément en transports exceptionnels avec des charges transportées allant souvent au-delà des 120 tonnes.
Par contre, ce fut le porteur de chantier par excellence avec les camions Astra. Le marché des véhicules de chantier a toujours été très particulier, en Italie. Compte tenu du code de la route qui a permis à ces véhicules de circuler, jusqu'en 1974, avec 30 tonnes sur trois essieux en 6x4. Les Fiat 697 étaient des véhicules très facilement adaptables, en benne ou en malaxeurs avec systématiquement une pompe à béton. 
Doté du fameux moteur 6 cylindres en ligne Fiat 8210 de 13 798 cm3 de cylindrée, il disposait d'un couple maximum à seulement 900 tr/min.  
Conçu pour répondre aux exigences de toutes les missions extrêmes, même en tout-terrain, pour des charges de 30 à 72 tonnes, ce camion se taillera une solide réputation de robustesse et de fiabilité.
La calandre reprend le style de la gamme routière Fiat V.I. avec les versions Fiat 619N et T pour la gamme long parcours et Fiat 684N pour la gamme lourde intermédiaire. Il inaugure la nouvelle cabine "H" du groupe Fiat, profonde, carrée, lumineuse et très spacieuse.
Comme toute la gamme Fiat V.I. de l'époque, et cela jusqu'en 1976, la conduite est à droite pour le marché italien, à gauche pour l'exportation, sauf Grande-Bretagne. 
Décliné en porteur et tracteur uniquement en version 6x4, il restera plus de dix ans avant d'être remplacé par le Fiat 300.
Il servira aussi de véhicule adapté pour transports exceptionnels.

## Série lourde 697
| Modèle                                     | Années de production | Type moteur | Cylindrée cm³ | Puissance CV DIN | PTC en tonnes |
| ------------------------------------------ | -------------------- | ----------- | ------------- | ---------------- | ------------- |
| Fiat 697 N - porteur 6x4                   | 1970 - 1976          | 8210-02     | 13 798        | 260              | 24/26 - 44    |
| Fiat 697 T - tracteur semi remorques       | 1970 - 1976          | 8210-02     | 13 798        | 260              | 38/44         |
| Fiat 697 NP - porteur 6x4 version chantier | 1970 - 1980          | 8210-02     | 13 798        | 260              | 30            |
| Fiat 697 N Argentine                       | 1971 - 1996          | 221A        | 13 798        | 260              | 45            |
| Fiat 697 T Argentine                       | 1971 - 1996          | 221A        | 13 798        | 260              | 45            |
| Fiat 697 NB Militaire (Argentine)          | 1976 - 1984          | 221A        | 13 798        | 260              | 50            |

## Les fabrications à l'étranger
Le Fiat 697 a été produit à l'origine en Italie, dans l'usine Fiat SPA de Stura dans les configurations détaillées ci-dessus. Il a également été fabriqué dans d'autres pays :
- Turquie : dans les mêmes configurations qu'en Italie par la filiale Fiat Otoyol de 1974 à 1987 (3 168 exemplaires).

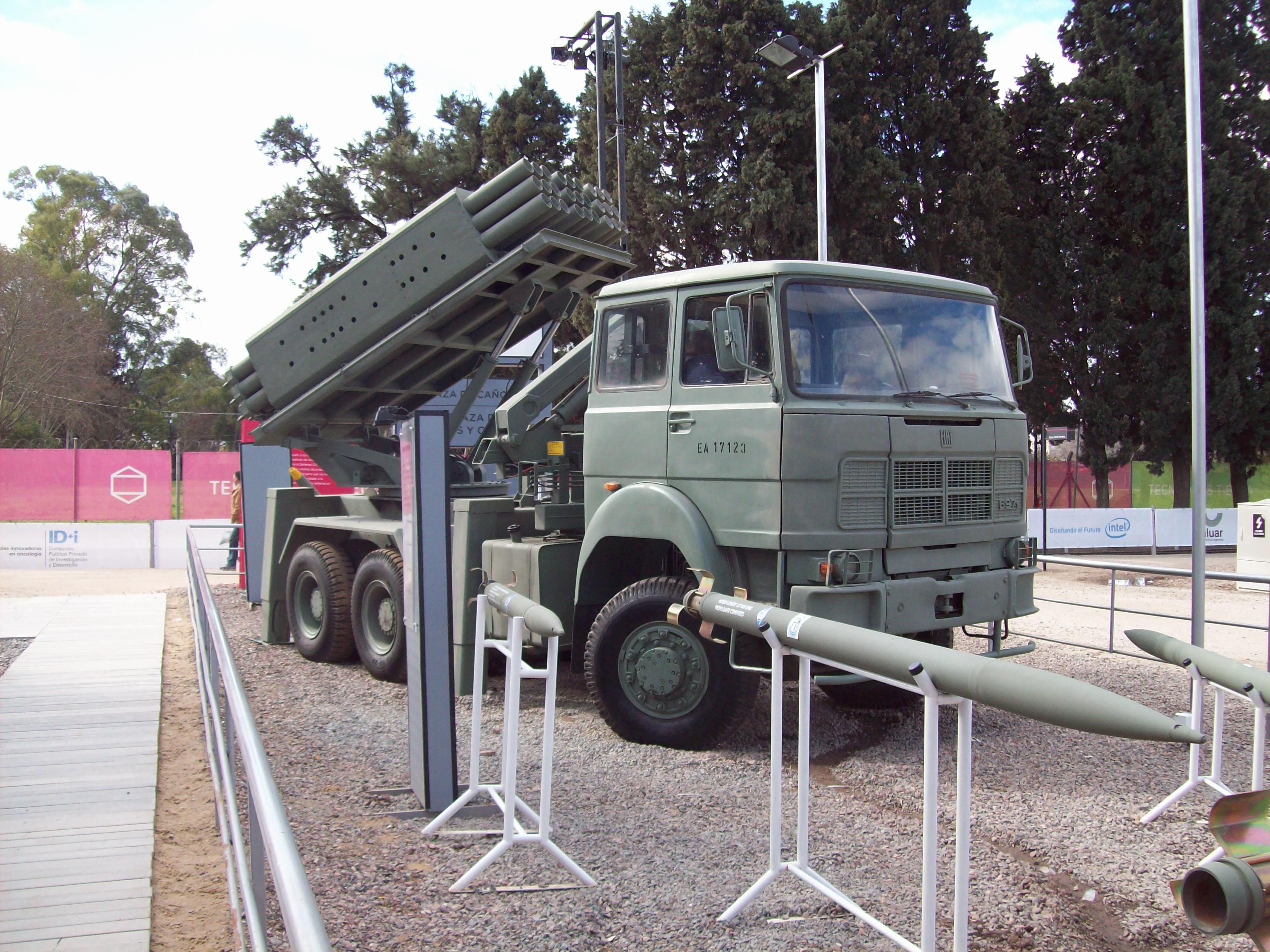
Fiat 697 NB lance-missiles de l'armée argentine

- Argentine : le Fiat 697 a été produit en deux versions distinctes : civile et militaire.
  - Fiat 697N (porteur 6x4) et 697T (tracteur 6x4) sont restés en production de 1971 jusqu'en 1996 et ont représenté la structure du transport lourd du pays. 6 988 exemplaires sont sortis des chaines de Fiat V.I. Argentina.
  - Fiat 697 NB 6x6 : version militaire destinée uniquement à l'armée argentine. Le modèle a été fabriqué de 1976 à 1984. Elle correspond au Fiat 697 version militaire italienne 6x6, à l'emplacement des phares avant près.